# Charles Reidpath
Charles Decker Reidpath (20. září 1889 Buffalo, New York – 21. října 1975 Kenmore, New York) byl americký atlet, sprinter, dvojnásobný olympijský vítěz.
Atletice se věnoval během studia na Syracuse University v letech 1908–1912. Startoval na olympiádě ve Stockholmu v roce 1912, kde získal dvě zlaté medaile. V běhu na 400 metrů vyhrál a vytvořil olympijský rekord časem 48,2, byl také členem vítězné štafety USA v běhu na 4×400 metrů, která zvítězila v novém světovém rekordu 3:16,6. Startoval také v běhu na 200 metrů, kde skončil pátý. Po olympiádě ukončil studia a stal se stavebním inženýrem. Od roku 1937 působil jako hlavní architekt města Buffalo.